# Chlorure de benzènediazonium
Le chlorure de benzènediazonium est un composé chimique de formule [C6H5N≡N]+Cl−. Il s'agit d'un sel du cation benzènediazonium [C6H5N≡N]+ et de l'anion chlorure Cl−. Il se présente sous la forme d'un solide cristallisé incolore, soluble dans les solvants polaires tels que l'eau, mais moins soluble dans l'éthanol. Il vire au brun lorsqu'il est exposé à l'air libre. C'est un composé instable, qui appartient à la famille des aryldiazoniums, précurseurs des colorants azoïques obtenus via un couplage azo.
On produit le chlorure de benzènediazonium par les méthodes habituelles de préparation des diazoniums en dissolvant de l'aniline C6H5NH2 dans de l'acide chlorhydrique HCl à température voisine de zéro, puis en ajoutant du nitrite de sodium NaNO2 ; ce mélange produit de l'acide nitreux HNO2, qui réagit avec l'aniline :
C6H5NH2 + HNO2 + HCl → [C6H5N2]Cl + 2 H2O.
La température doit être étroitement contrôlée afin d'éviter la décomposition du produit formé. 
Une autre méthode de synthèse consiste à traiter des esters de nitrite — formés par réaction d'alcool avec l'acide nitreux — avec de l'aniline en présence d'acide chlorhydrique :
C5H11ONO + HCl + C6H5NH2 → [C6H5N2]Cl + C5H11OH + H2O.